# الضميرية
 مدينة الضميرية تقع جنوب شرق منطقة المدينة المنورة وتابعة لمحافظة الحناكية وتقع على الطريق الرابط بين محافظة مهد الذهب المدينة المنورة

## التاريخ
مركز الضميرية وتقع في الجزء الجنوبي الشرقي للمنطقة المدينة المنورة ويتبع لها الكثير من القرى والهجر وتشهد نمو نهضة سريع وسميت بالضميرية نسب إلى وادي الضميرية وتعد من أهم مراكز المدينة المنورة وتصنف من فئة «أ» للمراكز.

## السكان
يبلغ عدد سكان مركز الضميرية 8000 آلاف نسمة

## الموقع الجغرافي
وتعد الضميرية من أهم مراكز المدينة المنورة وتقع في الجزء الجنوبي الشرقي من منطقة المدينة المنورة على بعد (90) كلم وهي تابعة لمحافظة الحناكية وتبعد عنها 166 كم . وتبعد عن محافظة مهد الذهب 85 كم

## المناخ
تتميز المدينة المنورة وضواحيها بمناخ جاف إذ يسود بها المناخ الصحراوي، والذي يتميز بالجفاف وقلة سقوط الأمطار، ودرجات حرارة عالية تتراوح بين 30° و45° مئوية في فصل الصيف ،[56] أما في فصل الشتاء فيكون الجو ممطراً، ويكثر هطول المطر